# A-Ba-Ni-Bi
Chansons représentant Israël au Concours Eurovision de la chanson
Ahava hi shir lishnayim (en)
(1977) Hallelujah
(1979)
Chansons ayant remporté le Concours Eurovision de la chanson
 L'Oiseau et l'Enfant
(1977)  Hallelujah
(1979)
A-Ba-Ni-Bi (en alphabet hébreu : א-ב-ני-בי) est la chanson gagnante du Concours Eurovision de la chanson 1978, interprétée par le chanteur israélien Izhar Cohen, accompagné du groupe Alphabeta, marquant la première victoire d'Israël au concours.
Le refrain utilise un langage codé pour enfants : un beth est inséré entre chaque lettre, ainsi « Ani ohev otakh » (« Je t'aime » en hébreu) devient « Abanibi obohebev obotabakh ».

## À l'Eurovision
Elle est intégralement interprétée en hébreu, langue nationale, comme l'impose la règle entre 1976 et 1999. L'orchestre est dirigé par Nurit Hirsh.
Il s'agit de la dix-huitième chanson interprétée lors de la soirée, après Baccara qui représentait le Luxembourg avec Parlez-vous français ? et avant Springtime qui représentait l'Autriche avec Mrs. Caroline Robinson. À l'issue du vote, elle a obtenu 157 points, se classant 1re sur 20 chansons,.

## Classements
| Classement (1978)                      | Meilleure position |
| -------------------------------------- | ------------------ |
| Allemagne (Media Control AG)           | 22                 |
| Autriche (Ö3 Austria Top 40)           | 21                 |
| Belgique (Flandre Ultratop 50 Singles) | 6                  |
| France (IFOP)                          | 25                 |
| Pays-Bas (Nederlandse Top 40)          | 12                 |
| Pays-Bas (Single Top 100)              | 17                 |
| Royaume-Uni (UK Singles Chart)         | 20                 |
| Suède (Sverigetopplistan)              | 9                  |
| Suisse (Schweizer Hitparade)           | 4                  |